# 拉萨虫实
拉萨虫实（学名：Corispermum lhasaense）是苋科虫实属的植物，为中国的特有植物。分布于中国大陆的西藏等地，常生于河边沙滩，目前尚未由人工引种栽培。